# HPET
Un  HPET  (High Precision Event Timer, anteriorment conegut com a  Multimèdia Timer ) és un hardware de temps usat en ordinadors. Aquest sistema va ser desenvolupat per Intel i Microsoft.
Anteriorment els sistemes operatius no usaven el HPET i només corrien en maquinari que contingui que tenia menys temps d'execució.

## Característiques
El HPET no és pròpiament una característica del processador, sinó del chipset del motherboard. Aquest no afectarà en res el rendiment del teu sistema actual, més aviat milloraria una mica la compatibilitat d'aquest, ja que és freqüent que alguns nuclis modificats ho requereixin, i si el teu sistema pogués córrer el nucli original d'Apple, també seria un requisit. No obstant això, el més probable és que el teu sistema no el tingui activat, això significa que el nucli que estàs fent servir no ho necessita, i pots passar perfectament d'ell. A més és possible de tenir activat aquesta funció impedeixi el correcte funcionament d'alguns programes.

## Aplicació
El HPET produeix intervals periòdics en una resolució superior a la màxima del CRT i s'usa per sincronitzar fluxos multimèdia proporcionant una reproducció més fluida reduint la quantitat de càlculs per segon de la CPU.

## Compatibilitat
Els sistemes operatius creats abans del HPET no el poden utilitzar, només treballa en mothers amb un altre temps de procés. Els nous maquinari tenen la capacitat de poder utilitzar-lo.
Els sistemes que no poden utilitzar són Windows XP, Windows Server 2003, versions més antigues de Windows i Linux antics. Windows XP conté el driver per al HPET però no és funcional.